# Anatkina anatona
Anatkina anatona är en insektsart som beskrevs av Young 1986. Anatkina anatona ingår i släktet Anatkina och familjen dvärgstritar. Inga underarter finns listade i Catalogue of Life.